# Усечённая четырёх-пятиугольная мозаика
| Усечённая четырёх-пятиугольная мозаика | Усечённая четырёх-пятиугольная мозаика                         |
| -------------------------------------- | -------------------------------------------------------------- |
|                                        |                                                                |
| Тип                                    | Гиперболическая однородная мозаика                             |
| Конфигурация вершины                   | 4.8.10                                                         |
| Символ Шлефли                          | t{5,4} или {\displaystyle t{\begin{Bmatrix}5\\4\end{Bmatrix}}} |
| Символ Витхоффа                        | 2 5 4 \|                                                       |
| Симметрии                              | [5,4], (*542)                                                  |
| Диаграммы Коксетера — Дынкина          | или                                                            |
| Двойственные соты                      | кис-ромбическая мозаика порядка 4-5                            |
| Свойства                               | Изогональная                                                   |

Усечённая четырёх-шестиугольная мозаика — это a полурегулярная мозаика на гиперболической плоскости. 
Мозаика имеет символ Шлефли t0,1,2{4,5} or tr{4,5}.

## Симметрия

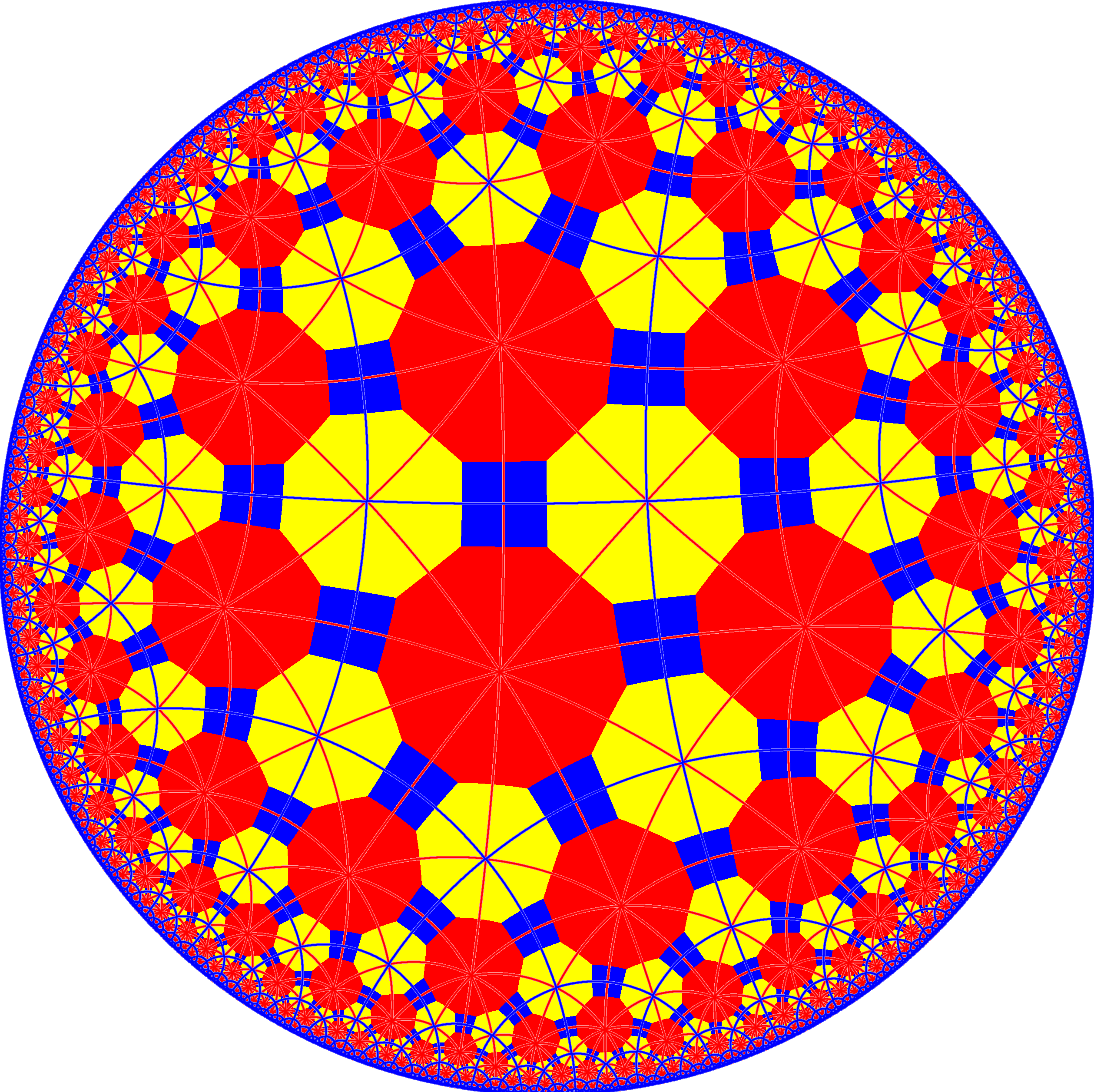
Усечённая четырёх-пятиугольная мозаика Truncated с линиями зеркал.

Имеется четыре подгруппы с малым индексом, построенных из [5,4] путём удаления зеркал и операцией альтернации. 
На рисунках фундаментальные области показаны разными цветами, а зеркала находятся на границах областей разного цвета.
Радикальная подгруппа [5*,4] (индекс 10) строится как [5+,4], (5*2) с удалением точек вращения, что превращает её в орбифолд (*22222), а её прямая подгруппа [5*,4]+ (индекс 20) становится орбифолдом (22222).
| Диаграмма             |                  |                       |                   |                      |
| [Коксетер] (Орбифолд) | [5,4] = · (*542) | [5,4,1+] = = · (*552) | [5+,4] = · (5*2)  | [5*,4] = · (*222222) |
| Прямые подгруппы      |                  |                       |                   |                      |
| Индекс                | 2                | 4                     | 4                 | 20                   |
| Диаграмма             |                  |                       |                   |                      |
| Коксетер (орбифолд)   | [5,4]+ = · (542) | [5+,4]+ = · (552)     | [5+,4]+ = · (552) | [5*,4]+ = · (22222)  |

## Связанные многогранники и мозаики
| Симметрия *n42 [n,4]       | Сферическая | Сферическая | Евклидова  | Компактная гиперболическая | Компактная гиперболическая | Компактная гиперболическая | Компактная гиперболическая | Паракомп.  |
| Симметрия *n42 [n,4]       | *242 [2,4]  | *342 [3,4]  | *442 [4,4] | *542 [5,4]                 | *642 [6,4]                 | *742 [7,4]                 | *842 [8,4]…                | *∞42 [∞,4] |
| -------------------------- | ----------- | ----------- | ---------- | -------------------------- | -------------------------- | -------------------------- | -------------------------- | ---------- |
| Общеусечённая фигура       | 4.8.4       | 4.8.6       | 4.8.8      | 4.8.10                     | 4.8.12                     | 4.8.14                     | 4.8.16                     | 4.8.∞      |
| Общеусечённые двойственные | V4.8.4      | V4.8.6      | V4.8.8     | V4.8.10                    | V4.8.12                    | V4.8.14                    | V4.8.16                    | V4.8.∞     |

| Рисунок             |        |        |        |          |          |          |          |        |
| Конф.               | 4.4.4  | 4.6.6  | 4.8.8  | 4.10.10  | 4.12.12  | 4.14.14  | 4.16.16  | 4.∞.∞  |
| Двойственная фигура |        |        |        |          |          |          |          |        |
| Конф.               | V4.4.4 | V4.6.6 | V4.8.8 | V4.10.10 | V4.12.12 | V4.14.14 | V4.16.16 | V4.∞.∞ |

| Однородные пятиугольные/квадратные мозаики | Однородные пятиугольные/квадратные мозаики | Однородные пятиугольные/квадратные мозаики | Однородные пятиугольные/квадратные мозаики | Однородные пятиугольные/квадратные мозаики | Однородные пятиугольные/квадратные мозаики | Однородные пятиугольные/квадратные мозаики | Однородные пятиугольные/квадратные мозаики | Однородные пятиугольные/квадратные мозаики | Однородные пятиугольные/квадратные мозаики | Однородные пятиугольные/квадратные мозаики | Однородные пятиугольные/квадратные мозаики |
| Симметрия: [5,4], (*542)                   | Симметрия: [5,4], (*542)                   | Симметрия: [5,4], (*542)                   | Симметрия: [5,4], (*542)                   | Симметрия: [5,4], (*542)                   | Симметрия: [5,4], (*542)                   | Симметрия: [5,4], (*542)                   | [5,4]+, (542)                              | [5+,4], (5*2)                              | [5,4,1+], (*552)                           |                                            |                                            |
| ------------------------------------------ | ------------------------------------------ | ------------------------------------------ | ------------------------------------------ | ------------------------------------------ | ------------------------------------------ | ------------------------------------------ | ------------------------------------------ | ------------------------------------------ | ------------------------------------------ | ------------------------------------------ | ------------------------------------------ |
| node_1 · 5 · node · 4 · node               | node_1 · 5 · node_1 · 4 · node             | node · 5 · node_1 · 4 · node               | node · 5 · node_1 · 4 · node_1             | node · 5 · node · 4 · node_1               | node_1 · 5 · node · 4 · node_1             | node_1 · 5 · node_1 · 4 · node_1           | node_h · 5 · node_h · 4 · node_h           | node_h · 5 · node_h · 4 · node             | node · 5 · node · 4 · node_h               |                                            |                                            |
|                                            |                                            |                                            |                                            |                                            |                                            |                                            |                                            |                                            |                                            |                                            |                                            |
| {5,4}                                      | t{5,4}                                     | r{5,4}                                     | 2t{5,4}=t{4,5}                             | 2r{5,4}={4,5}                              | rr{5,4}                                    | tr{5,4}                                    | sr{5,4}                                    | s{5,4}                                     | h{4,5}                                     |                                            |                                            |
| Однородные двойственные                    |                                            |                                            |                                            |                                            |                                            |                                            |                                            |                                            |                                            |                                            |                                            |
| node_f1 · 5 · node · 4 · node              | node_f1 · 5 · node_f1 · 4 · node           | node · 5 · node_f1 · 4 · node              | node · 5 · node_f1 · 4 · node_f1           | node · 5 · node · 4 · node_f1              | node_f1 · 5 · node · 4 · node_f1           | node_f1 · 5 · node_f1 · 4 · node_f1        | node_fh · 5 · node_fh · 4 · node_fh        | node_fh · 5 · node_fh · 4 · node           | node · 5 · node · 4 · node_fh              |                                            |                                            |
|                                            |                                            |                                            |                                            |                                            |                                            |                                            |                                            |                                            |                                            |                                            |                                            |
| V54                                        | V4.10.10                                   | V4.5.4.5                                   | V5.8.8                                     | V45                                        | V4.4.5.4                                   | V4.8.10                                    | V3.3.4.3.5                                 | V3.3.5.3.5                                 | V55                                        |                                            |                                            |